# محمد الداية
محمد يوسف محمود الداية هو المُرافق الشخصي للرئيس الفلسطيني الراحل ياسر عرفات، فقد عمل مرافقًا خاصًا له لعشرات السنوات، حيثُ رافقهُ في جميع رحلاته وكانَ ملازمًا لهُ على الدوام. يصفهُ البعض بأنهُ «الابن البار لعرفات».
عيّن ياسر عرفات مُحمد مرافقًا شخصيًا له بعد وفاة والده يوسف الداية، والذي كان مرافقًا خاصًا لياسر عرفات، وكان قد قُتل نتيجةً لقصف الطائرات الإسرائيلية لمنزل ياسر عرفات في تونس، وكان مُحمد آنذاك يدرس في ألمانيا، فقطع دراسته وعادَ لأسرته بعد مقتل والده، وحينها عينهُ ياسر عرفات مرافقًا شخصيًا له خلفًا لوالده.

## حياته
وُلدَ مُحمد في مخيم صبرا بيروت عام 1968، وتعرف على ياسر عرفات منذُ الصغر، حيثُ عمل والدهُ يوسف الداية مرافقًا خاصةً لياسر عرفات قبل مقتله. انتقل مُحمد مع والده إلى تونس عام 1982 على إثر الغزو الإسرائيلي لبنان، ثُم سافر مُحمد إلى ألمانيا الشرقية ليكملَ تعليمه عام 1984، وكان قد أكمل دراسته الثانوية في بيروت.
درسَ هندسة التلفاز في جامعة روستوك بألمانيا، وعندما تلقى خبر مقتل والده، وكان ذلك عام 1985 ضمن عملية الساق الخشبية، فعادَ مُحمد إلى أسرته، وكان لديه إخوته الأطفال 4 إناث و3 ذكور، وحينها تكفل ياسر عرفات بالأسرة حتى انتهاء مُحمد من الدراسة، وقد أنهى دراسته عام 1988 وحينها عينهُ ياسر عرفات مرافقًا شخصيًا له خلفًا لوالده.
في عام 1992 تزوجَ مُحمد من ابنة خالته لينا الداية، ولديه منها صفاء ويوسف. في عام 1994 عادَ مُحمد إلى غزة مع ياسر عرفات. قبل سنة ونصف من وفاة/مقتل ياسر عرفات، قام ياسر عرفات بإبعاد مُحمد الداية عن مُرافقته، وحسب بعض المصادر فقد حدث ذلك إثر مؤامرة حِيكت ضدُ مُحمد، ولكنها لم تكشف حتى الآن.

## اعتقاله
في 20 ديسمبر/كانون أول 2017 اعتقلته المخابرات الفلسطينية في رام الله وفقًا لقانون الجرائم الإلكترونية، حيثُ اتهمَ بانتقاده لسياسة السلطة الوطنية الفلسطينية عبر صفحةٍ يديرها على موقع فيس بوك تحت تسمية «لا للفساد»، حيثُ وجدَ رقم هاتف محمد موجودًا على الصفحة، على الرغم من الإنكار بأنَّ منشئ الصفحة ومديرها رجل من السويد وليس لهُ علاقة بمحمد. تدهورت حالته الصحية أثناء وجوده في سجن الاستخبارات العسكرية، وتعرض لجلطة قلبية نُقل على أثرها إلى المستشفى. رُفض الإفراج عنه، وذلك بدعوى «أنَّ الإفراج عنه يؤثر على الأمن العام». أُفرجَ عنه في أبريل 2018، وذلك بجهودٍ حثيثة من الوزير صبري صيدم، وبموافقة الرئيس الفلسطيني محمود عباس.
في نوفمبر 2018 انتشرت أنباء عن اعتقاله من قبل القوات الإسرائيلية أثناء عودته إلى فلسطين عبر معبر الكرامة، ولكن تبين أنهُ قد احتُجزَ لأكثر من 5 ساعات، ولم يُعتقل، حيثُ تدخل اللواء نظمي مهنا مُدير عام المعابر، حيثُ أُفرجَ عن مُحمد الداية في ساعات الفجر من نفس اليوم.